# 1540 Kevola
1540 Kevola eller 1938 WK är en asteroid upptäckt den 16 november 1938 av den finska astronomen Liisi Oterma vid Storheikkilä observatorium. Asteroiden har fått sitt namn efter Kevola-observatoriet utanför Åbo.